# 青原寺 (中野区)
青原寺（せいげんじ）は、東京都中野区にある曹洞宗の寺院。

## 概要
1508年（永正5年）、雲岡舜徳禅師によって開山された。1660年（万治3年）旗本の青山幸方夫人大炊門氏によって再興され、1722年（享保7年）に脇坂安清の菩提寺となった。
元々は東京府東京市赤坂区青山北町（現・東京都港区北青山）に位置していたが、1909年（明治42年）に現在地に移転した。

## 墓所
- 朱楽菅江（戯作者）

「あけらかんこう」と読む。「朱楽菅江」は「あっけらかん」に由来するという。元は山崎景貫という幕臣で、先手与力を務めた。

## 交通アクセス
- 落合駅より徒歩8分。